# East Taphouse
East Taphouse – wieś w Anglii, w Kornwalii. Leży 78 km na północny wschód od miasta Penzance i 333 km na zachód od Londynu.